# Спартак (стадион, Владикавказ)
Вижте пояснителната страница за други значения на Спартак.
„Спартак“ е футболен стадион, намиращ се във Владикавказ, Република Северна Осетия, Руска федерация.
На него домакинските си мачове играе отборът на ФК „Алания“. Единствено на този стадион са проведени 7 мача от евротурнирите на руски отбори. Стадионът е сред най-големите по капацитет в Русия с 32 000 зрители.